# Wise Girls

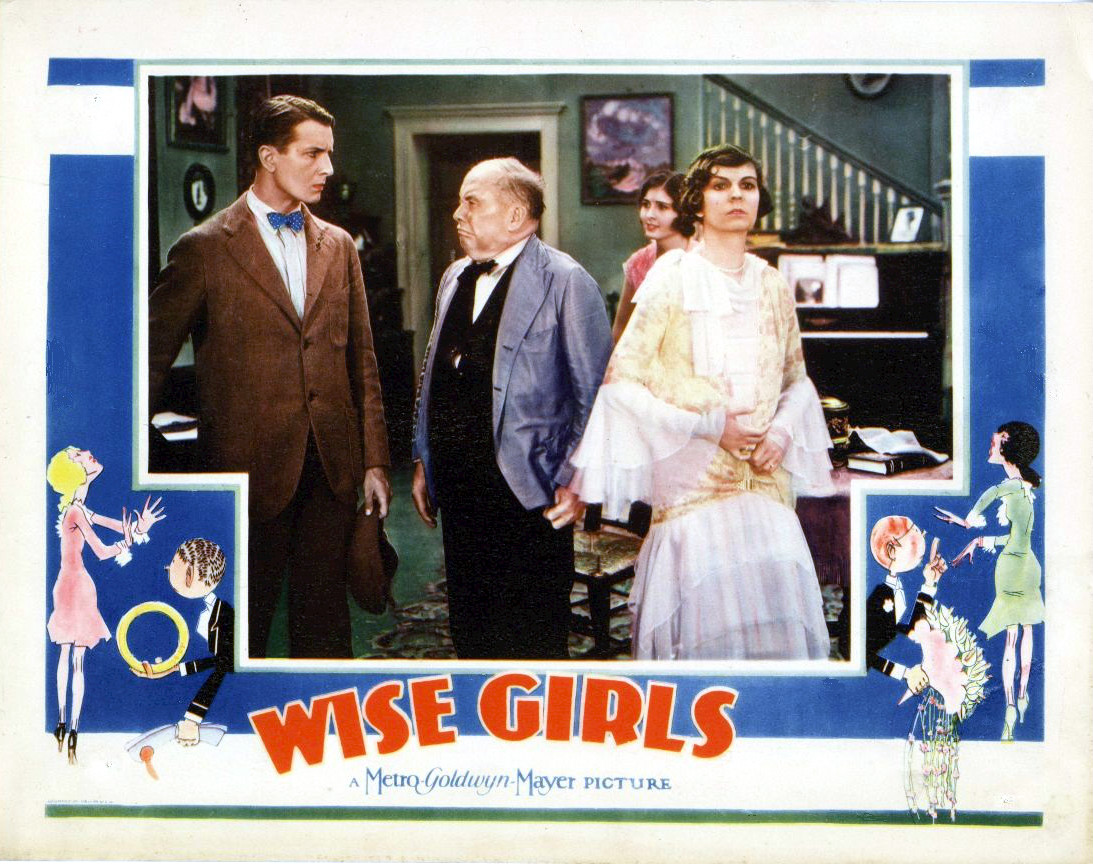
Carte promotionnelle du film.

Wise Girls est un film américain pré-Code réalisé par E. Mason Hopper, sorti en 1929.

## Synopsis
Kempy, un plombier qui aspire à devenir architecte, répare une canalisation chez les Bence lorsque Kate, la fille aînée, artiste et indépendante, le persuade de l'épouser pour provoquer le duc Merrill, l'homme qu'elle aime. Bence, un vieil homme colérique, tente de chasser Kempy de la maison lorsque Kate arrive avec lui, mais Duke, un avocat, l'aide à renverser la situation en vendant à Kempy l'acte de propriété de la maison des Bence. De nouveau aidé par Duke, Kempy obtient l'annulation du mariage lorsqu'il découvre qu'il est tombé amoureux de Ruth, la cadette.

## Fiche technique
- Réalisation : E. Mason Hopper
- Scénario : Margaret Booth, Elliott Nugent, J. C. Nugent d'après la pièce de 1922 Kempy d'Elliott Nugent et J. C. Nugent
- Photographie : 	William H. Daniels
- Montage : Margaret Booth
- Genre : Comédie dramatique[1]
- Production : Metro-Goldwyn-Mayer
- Distributeur : Metro-Goldwyn-Mayer
- Pays de production :  États-Unis
- Durée : 97 minutes
- Date de sortie : 21 septembre 1929

## Distribution
- Elliott Nugent : Kempy
- Norma Lee : Kate Bence
- Roland Young : Duke Merrill
- J. C. Nugent : Dad
- Clara Blandick : Ma
- Marion Shilling : Ruth Bence
- Leora Spellman : Jane Wade
- James Donlan : Ben Wade